# Brzeziny (powiat oleski)
Brzeziny – wieś w Polsce położona w województwie opolskim, w powiecie oleskim, w gminie Praszka.
W latach 1975–1998 miejscowość należała administracyjnie do województwa częstochowskiego.